# Łysków (Ukraina)
Łysków (ukr. Лисків) – wieś na Ukrainie. Należy do rejonu stryjskiego (do 2020 roku do rejonu żydaczowskiego) w obwodzie lwowskim i liczy 684 mieszkańców.

## Historia
Właścicielem dóbr ziemskich Łysków był m.in. hrabia Włodzimierz Dzieduszycki.
W II Rzeczypospolitej do 1934 roku wieś stanowiła samodzielną gminę jednostkową w powiecie żydaczowskim w woj. stanisławowskim. W związku z reformą scaleniową została 1 sierpnia 1934 roku włączona do nowo utworzonej wiejskiej gminy zbiorowej gminy Żórawno w tymże powiecie i województwie. 
W kwietniu 1944 nacjonaliści ukraińscy z OUN-UPA zamordowali tutaj 10 Polaków, grabiąc polskie gospodarstwa.
Po wojnie wieś weszła w struktury administracyjne Związku Radzieckiego.